# Gospel (álbum)
Gospel es el segundo álbum de estudio del grupo musical de pop punk estadounidense Fireworks, lanzado el 24 de mayo de 2011 por el sello discográfico Triple Crown Records.

## Lista de canciones
| N.º | Título                                         | Duración |  |
| 1.  | «Arrows»                                       | 3:38     |  |
| 2.  | «I Was Born in the Dark»                       | 2:23     |  |
| 3.  | «X's on Trees»                                 | 3:24     |  |
| 4.  | «We're Still Pioneers»                         | 2:19     |  |
| 5.  | «Theet»                                        | 3:04     |  |
| 6.  | «Oh, Why Can't We Start Old and Get Younger»   | 2:55     |  |
| 7.  | «Summer»                                       | 2:56     |  |
| 8.  | «Life is Killing Me»                           | 2:48     |  |
| 9.  | «I Am the Challenger»                          | 3:02     |  |
| 10. | «Paintings of Paul Revere»                     | 2:43     |  |
| 11. | «I Locked My Time Capsule»                     | 3:26     |  |
| 12. | «The Wild Bunch»                               | 3:33     |  |
| 13. | «Gloom (Edición Deluxe)»                       | 2:54     |  |
| 14. | «The Weekend Before Halloween(Edición Deluxe)» | 2:36     |  |

## Personal
- David Mackinder - vocales
- Chris Mojan - guitarra
- Brett Jones - guitarra
- Kyle O'Neil - bajo
- Tymm Rengers - batería, percusión